# Mickaël Hanany
Mickaël Hanany, född den 25 mars 1983 i Vitry-sur-Seine, är en fransk friidrottare som tävlar i höjdhopp.
Hanany är 1.98 meter lång och väger 84 kg.

## Personliga rekord
- Höjdhopp utomhus - 2,32 meter (13 juni 2008 i Des Moines)
- Höjdhopp inomhus - 2,28 meter (12 februari 2010 i Eaubonne)